# Калоплака
Калоплака (Caloplaca) — рід лишайників родини телосхістові (Teloschistaceae). Назва вперше опублікована 1860 року.

## Будова
Близький до роду Gasparrinia, відрізняється від нього накипним завжди однорідним таломом. Краї не бувають листуваті. Кора талома розвинута погано. Талом завжди у вигляді зернисто-горбистої шкірки.

## Поширення та середовище існування
Зростає на деревині, корі, камінні (що містить вапно), зрідка на ґрунті.

## Цікаві факти
Представники цього роду (Caloplaca citrina, Caloplaca sublobulata) можуть жити в екстремальних умовах найсухішого місця на планеті Сухих долин в Антарктиді, де річні атмосферні опади становлять менше 100 мм, а середня температура повітря становить −19.8 °C.
Caloplaca obamae (укр. Калоплака Обами) є першим видом, названим на честь Президента Сполучених Штатів Америки Барака Обами.

## Види
База даних Species Fungorum станом на 15.10.2019 налічує 200 видів роду Caloplaca (докладніше див. Список видів роду калоплака).